# BookTok
BookTok é uma subcomunidade do aplicativo TikTok, voltada para livros e literatura. Os criadores fazem vídeos revisando, discutindo e brincando sobre os livros que leem. Esses livros variam em gêneros, mas muitos criadores tendem a se concentrar em romances e fantasia voltados à jovens adultos. Também há partes da comunidade dedicadas a falar sobre livros com temáticas LGBTQIA+ e antirracistas. Os BookTokers, como são conhecidos os influenciadores desta comunidade, impactaram a indústria editorial e influenciaram as vendas de livros.

## Contexto
Os vídeos postados pelos criadores variam em conteúdo, com grande parte dos influenciadores focando em resenhas, recomendações e compras de livros. Alguns BookTokers acabam se concentrando em gêneros específicos ou mesmo publicando seus próprios trabalhos por meio de suas postagens, enquanto outros acabam por focarem nas recomendações de livros publicados anos antes. Os criadores de Booktok são predominantemente adolescentes.
A comunidade BookTok foi formada em 2020, depois que um vídeo postado pelo usuário do TikTok @caitsbooks ganhou popularidade. Isso inspirou uma grande quantidade de criadores a postarem vídeos focados em livros, incluindo várias contas administradas por editoras. Ainda naquele ano, vários vídeos virais do BookTok levaram a um crescimento ainda maior na comunidade. Esse impulso na comunidade levou a um aumento na popularidade dos BookTokers, e muitos deles agora têm centenas de milhares de seguidores.
Alguns BookTokers populares, em língua inglesa, incluem: Jaysen Headley (@ezeekat),  Ayman Chaudhary (@aymansbooks), Selene Velez (@moongirlreads_), Cait Jacobs (@caitsbooks), Pauline Juan (@thebooksiveloved), Mireille e Elodie Lee (@alifeofliterature) e Abby Parker (@abbysbooks).
O Brasil também possue uma comunidade de BookTokers numerosa. Alguns dos mais populares incluem: Rhayssa Rada (@minhaestantecolorida), Jess Martins (@surtandonasleituras), Tiago Valente (@otiagovalente), Ivana Amaral (@ivanamamaral), Pedro Henrique (@booksbypedro), Rodrigo Pozzani (@rodrigopoz) e Luana Pazos (@lupazos).

## Impacto sobre as vendas
Os vídeos de pessoas recomendando livros por meio do TikTok levaram a um aumento significativo nas vendas. Vários livros foram parar na lista dos mais vendidos do The New York Times devido aos vídeos do BookTok. Em alguns casos, os livros que receberam esse aumento nas vendas tinham quase uma década, enquanto outros livros ganharam popularidade antes de seu lançamento. Os livros podem se tornar populares no aplicativo devido a um amor genuíno por eles por parte dos leitores, ou devido ao choque e piadas sobre o assunto, como visto com Ice Planet Barbarians.
Tanto os autores quanto as editoras começaram a notar o aumento nas vendas devido ao BookTok. Os autores começaram a fazer suas próprias contas voltadas à comunidade BookTok, enquanto as editoras fizeram contas para suas empresas e patrocinaram BookTokers populares para promover seus títulos. Grandes editoras também compraram os direitos de publicação de livros de autores independentes que ganharam popularidade no aplicativo.
Livrarias como a Barnes & Noble, maior livraria varejista dos Estados Unidos, perceberam a capacidade da comunidade BookTok de impulsionar as vendas e as incorporaram a suas lojas. Muitas lojas da rede Barnes & Noble exibem livros populares no aplicativo, além de possuir uma seção de seu site dedicada a esses livros. Muitos varejistas veem o BookTok como um método de marketing orgânico, já que os leitores descobrem o que é tendência por meio das postagens e desejam ler os livros para se envolver com a comunidade. Alguns membros da comunidade concordam com a sensação orgânica de marketing dentro da comunidade, pois dá aos leitores mais controle sobre quais livros são populares, mas outros argumentam que às vezes pode criar uma câmara de eco sobre quais livros devem ser populares.

## "Livros BookTok" populares
"Livros BookTok", em inglês "BookTok Books", são os livros discutidos com maior frequência na plataforma, e que muitas vezes tiveram um grande aumento nas vendas devido a isso. Esses livros incluem:
- A Canção de Aquiles de Madeline Miller[14]
- Six of crows: Sangue e mentiras de Leigh Bardugo[19]
- Os dois morrem no final de Adam Silveira
- Um de nós está mentindo de Karen M. McManus
- Corte de espinhos e rosas de Sarah J. Maas
- Vermelho, branco e sangue azul de Casey McQuiston
- Os sete maridos de Evelyn Hugo de Taylor Jenkins Reid